# Scolopax
Scolopax és un gènere d'ocells de la família dels escolopàcids (Scolopacidae) de distribució gairebé mundial.
Als Països Catalans habita una de les espècies, la becada, nom comú que es fa extensiu a la resta d'espècies del gènere.

## Taxonomia
Segons la classificació del Congrés Ornitològic Internacional (versió 2.5, 2010) aquest gènere està format per 8 espècies:
- Becada eurasiàtica (Scolopax rusticola).[3]
- Becada americana (Scolopax minor).[4]
- Becada de les Filipines (Scolopax bukidnonensis).
- Becada de Sulawesi (Scolopax celebensis).
- Becada de Java (Scolopax saturata).
- Becada de les Amami (Scolopax mira).
- Becada de les Moluques (Scolopax rochussenii).
- Becada de Nova Guinea (Scolopax rosenbergii)